# Asterococcus ramakrishnai
Asterococcus ramakrishnai är en insektsart som först beskrevs av Ramakrishna Ayyar 1936.  Asterococcus ramakrishnai ingår i släktet Asterococcus och familjen Cerococcidae. Inga underarter finns listade i Catalogue of Life.